# Vénus et Cupidon (Cranach, Saint-Pétersbourg)
Vénus et Cupidon est une peinture de l'artiste allemand Lucas Cranach l'Ancien réalisée en 1509 et conservée dans les collections du musée de l'Ermitage  à Saint-Pétersbourg, en Russie.
À gauche, près du coude de Vénus, sur le mur du fond, un cartellino figure avec le monogramme de l'artiste et la date du travail : LC 1509, avec, entre les lettres initiales, une sorte de « marque-symbole » de Cranach, un dragon aux ailes relevées, qu'il a utilisé dans plusieurs de ses œuvres.

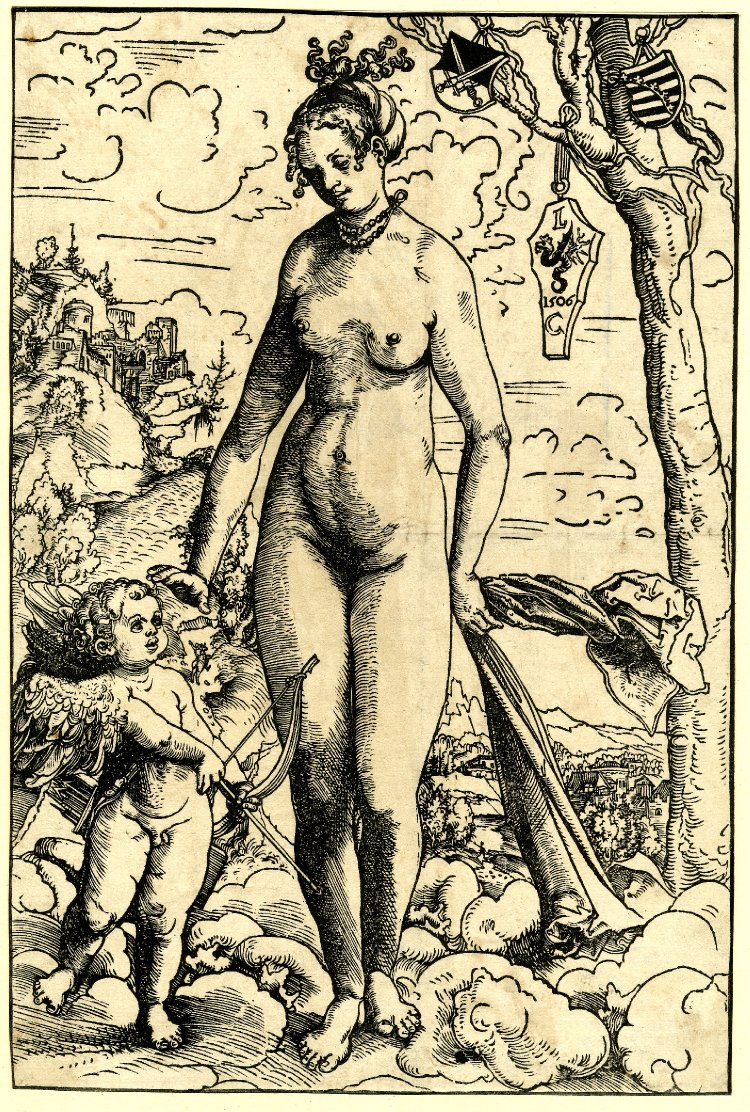
Lucas Cranach l'Ancien, Vénus et Cupidon (Gravure, 1509.) British Museum, Londres.